# فرد هيل (لاعب كرة قاعدة)
فرد هيل (بالإنجليزية: Fred Hill)‏ هو لاعب كرة قاعدة أمريكي، ولد في 14 يوليو 1934، وتوفي في 2 مارس 2019.